# Bächlein (Mitwitz)
Bächlein ist ein Gemeindeteil des Marktes Mitwitz im Landkreis Kronach (Oberfranken, Bayern). Die Landesgrenze zu Thüringen verläuft unweit nördlich des Ortes.

## Geographie
Das Dorf liegt in einer Waldlichtung. Im Norden befindet sich die Anhöhe Krögel (354 m ü. NHN). Im Westen fließt der Pfaffenseegraben vorbei, ein rechter Zufluss der Föritz. Eine Gemeindeverbindungsstraße führt nach Neundorf zur Kreisstraße KC 14 (2 km westlich) bzw. zur Staatsstraße 2708 bei der Haderleinswustung (1,1 km nordöstlich).

## Geschichte
1546 wurde eine Wustung im „Bechlein“ genannt. 1562 wurde der Weiler Bächlein erstmals als Teil des Unteren Rittergutes Mitwitz erwähnt.
Gegen Ende des 18. Jahrhunderts bestand Bächlein aus drei Anwesen. Das Hochgericht übte das Halsgericht Mitwitz aus. Die Herrschaft Mitwitz war Grundherr der drei Einödgehöfte.
Mit dem Gemeindeedikt wurde Bächlein dem 1808 gebildeten Steuerdistrikt Mitwitz und der 1818 gebildeten Ruralgemeinde Kaltenbrunn zugewiesen. Am 1. Januar 1974 wurde Bächlein mit Kaltenbrunn im Zuge der Gebietsreform in Bayern nach Mitwitz eingegliedert.

### Einwohnerentwicklung
| Jahr      | 001818 | 001861 | 001871 | 001885 | 001900 | 001925 | 001950 | 001961 | 001970 | 001987 |
| Einwohner |        | 26     | 28     | 32     | 26     | 36     | 50     | 36     | 32     | 54     |
| Häuser    | 6      |        |        | 7      | 7      | 7      | 8      | 8      |        | 14     |
| Quelle    | [ 6 ]  | [ 8 ]  | [ 9 ]  | [ 10 ] | [ 11 ] | [ 12 ] | [ 13 ] | [ 14 ] | [ 15 ] | [ 16 ] |

## Religion
Der Ort ist seit der Reformation evangelisch-lutherisch geprägt und war ursprünglich nach St. Jakobus in Mitwitz gepfarrt, im 19. Jahrhundert war die Pfarrei St. Laurentius in Burggrub zuständig, seit Anfang des 20. Jahrhunderts ist es wieder die Pfarrei Mitwitz. Die Katholiken waren nach Mariä Geburt in Glosberg gepfarrt.